# Saturnino Martínez Ruiz
Saturnino Martínez Ruiz fue arquitecto municipal de la ciudad de Burgos. Nació en Calahorra (municipio y ciudad de la comunidad autónoma de La Rioja, España, perteneciente a la comarca de la Rioja Baja) en 1842 y fallece el 27 de junio de 1930.

## Biografía
Nace en 1842 en el seno de una familia de clase media centrada en la construcción los cuales consideran como principal obligación el satisfacer a quien sufraga el costo del edificio, valores que le inculcan desde pequeño y los cuales arrastran a este a acabar como influyente arquitecto en la ciudad de Burgos y se casa con Dª. Concepción Manrique, muere a los 88 años de edad el 27 de junio de 1930.
Ya en 1869 a los 27 años este recibe el título de arquitecto por la Real Academia de Bellas Artes de San Fernando, este busca con empeño el salir con un buen puesto de trabajo, mas no le será fácil. Este tratara con éxito de ejercer como arquitecto municipal en varias ciudades de la zona. Primeramente, lo encontramos en Logroño, siete años más tarde se trasladará a Soria donde residirá junto con su esposa durante algo más de 5 años, trabajando como arquitecto provincial, diocesano y municipal, donde intervendrá en el diseño de aquella capital gracias a su posición. No obstante, este parece que tampoco encuentra las posibilidades a las que aspira y así en 1882 intenta de una forma fallida buscar plaza de arquitecto municipal en Guadalajara y en Burgos, seis años más tarde en 1888 vuelve a intentar obtener esta plaza, pero esta vez, es distinto ya que cuenta con el apoyo de la comisión formada con el fin de elegir los arquitectos que ocuparan los puestos gracias a lo cual este se asienta definitivamente en Burgos donde residirá hasta el día de su fallecimiento.

## Aportaciones a Burgos
Se puede afirmar con seguridad que a lo largo de todo el periodo en el que este estuvo a cargo del puesto de la arquitectura municipal en Burgos (1888-1923) fue el responsable de muchas de las cosas que hoy día identificamos como partes a destacar de la ciudad de Burgos dando importancia a la salubridad y por supuesto del buen aspecto público que darán un espectacular cambio a las calles, callejuelas y plazas del centro de la ciudad.
Así todavía hoy en día tenemos testimonios vivientes de sus continuas intervenciones como son: calle Laín Calvo, calle Santander, el arranque de la calle Vitoria o la Plaza Mayor.
A la par va diseñando poco a poco la ciudad en torno a largos ejes y manzanas regulares con el fin de ordenar un poco el caos de calles que presentaba la ciudad. Así se consolidan zonas residenciales en torno al Paseo de la Isla, el conjunto de La Castellana, el paseo arbolado de la Estación o la propia organización de La Quinta las cuales deben su fisionomía a este ilustre arquitecto.
En cuanto a la esfera institucional este impone sus conocimientos y principios aprendidos en la academia madrileña, no obstante, dados los progresos técnicos en el día a día tiende a buscar un consenso entre lo por aquel entonces moderno y lo tradicional.
Entre sus obras públicas encontramos edificios como por ejemplo la antigua escuela mixta de los Vadillos cuyos planos de la obra desarrolla durante el 1890, en cuanto a las exigencias impuestas tanto de funcionalidad como de economía este utiliza un exterior de ladrillos de piedra que producen una serie de contrastes cromáticos.

### Los paisajes del eclecticismo
El prestigio y el reconocimiento que este día a día se supo ir labrando alcanza el mayor reconocimiento en todos los edificios que le fueron encomendados por diversos promotores.
Todos ellos destacan por la capacidad de aprovechar al máximo el solar con sus condiciones en relación con el uso que se fuera a dar a cada inmueble. Es decir, al mismo tiempo este trata de hallar relación respecto al conjunto en el que este va a integrarse. De ahí la clara diferencia en cuanto a los edificios del casco histórico y los edificios en los cuales tenía unas amplias libertades.
A su vez el edificio de Capitanía de Burgos resulta un perfecto ejemplo en el cual "donde sin renunciar a lo que era la arquitectura del momento" Saturnino es capaz de recurrir a estilos más clásicos incluso históricos como una si de una fuente de inspiración se tratase.

### La poética del modernismo
Martínez Ruiz se permite la inclusión de creaciones avanzadas en composiciones meramente académicas. Tal sucede con el modernismo, aquella inquietante búsqueda del "arte total" mediante la cual se intentaba expresar progreso.
En esta dirección su obra más representativa es sin duda alguna la casa núm.6 del famoso Paseo del Espolón. La cual es propiedad de un tal Pascual Moliner, miembro de la burguesía local.

## Obras importantes
Antigua escuela de los Vadillos (Calle Sanz Pastor, Burgos). Arq. Saturnino Martínez Ruiz, 1890.
Edificio de Capitanía (Calle Sanz Pastor, Burgos). Arq. Saturnino Martínez Ruiz, 1904-1908.
Portada del Salón de Recreo del Teatro Principal (Burgos). Arq. Saturnino Martínez Ruiz, 1908.